# HD107612
HD107612 — хімічно пекулярна зоря спектрального класу A2, що має видиму зоряну величину в смузі V приблизно  6,7.
Вона  розташована на відстані близько 393,0 світлових років від Сонця.